# Махерово (железнодорожный разъезд)
Махерово — железнодорожный разъезд в Оленинском муниципальном округе Тверской области.

## География
Находится в юго-западной части Тверской области на расстоянии приблизительно 10 км на восток по прямой от административного центра округа посёлка Оленино у железнодорожной линии Москва-Рига.

## История
Открыт в 1922 году. До 2019 года входил в состав ныне упразднённого Глазковского сельского поселения.

## Население
| 2010 |
| ---- |
| 0    |

Численность населения: 6 (русские 100 %) в 2002 году, 0 в 2010.